# Леонтьев, Николай Михайлович
Николай Михайлович Леонтьев (1717—1769) — генерал-аншеф русской императорской армии, кавалер ордена Святого Александра Невского.
Единственный сын киевского генерал-губернатора М. И. Леонтьева;  двоюродный брат  Н. И. Панина. Унаследовал от родителей обширные имения в Ярославском, Пронском, Арзамасском и Тверском уездах, а также большую усадьбу в Леонтьевском переулке, которую заново перестроил.
Как военный Леонтьев, по-видимому, не имел особых дарований и был обязан высокими чинами исключительно родственным связям: через Нарышкиных он состоял в родстве с императрицей Елизаветой Петровной. В начале Семилетней войны он возглавлял одну из пяти колонн русской армии, которые вторглись в Восточную Пруссию; в Цорндорфском сражении (1758) был взят в плен, но разменен и оставался в Пруссии до заключения мирного договора. В день коронования Екатерины II в 1762 году, он был произведён в генерал-аншефы, после чего отправлен в отставку. Поселился в деревне, в Крапивненском уезде Тульской губернии.
Со своей женой Екатериной Александровной (1723—05.04.1788), дочерью графа А. И. Румянцева, не ужился и Елизавета Петровна издала распоряжение о том, чтобы ввиду ссоры супругов «отошла она жить к матери своей графине Марье Андреевне», а генерал-майор Леонтьев возместил ей сумму приданого. В «Записках» Е. Р. Дашковой было указано, что «он потерял седьмую часть своих поместий и четвертую из его прочей собственности по интригам его жены, которая по законам не имеет права на это имение вплоть до его смерти» и на ходатайство Дашковой Екатерина II пообещала, что «Воскресение его будет предметом моего первого указа, который я подпишу»; Дашкова по этому поводу отметила: «Я тем более была довольна, что могла в это время оказать услугу семейству моего мужа и отклонить от себя всякую личную награду, противную моим внутренним убеждениям». У супругов Леонтьевых был сын — генерал-поручик Михаил Николаевич Леонтьев (1740—1784), на котором закончилась эта ветвь рода Леонтьевых, и дочь Елизавета (1742—03.01.1760).
В 1769 году Н. М. Леонтьева застрелил, спящего, крепостной помещика Вонлярского, Матвей Садовский, которого подговорили к этому дворовые люди и крестьяне Леонтьева из-за его жестокого с ними обращения.